# Lagos de Unianga
Los Lagos de Unianga o Ounianga son una serie de lagos de la Región de Ennedi al noreste de Chad, en pleno desierto del Sahara y situados en una cuenca entre los macizos de Tibesti, al oeste,  y Ennedi, al este. Los lagos fueron declarados Patrimonio de la Humanidad por la Unesco en 2012.
Los Lagos de Unianga se encuentran en un desierto cálido de aridez extrema y son de gran belleza gracias a la variedad de formas, tamaños y colores debido a sus composiciones químicas. Forman los vestigios de un lago más grande que ocupaba la cuenca hace de unos 5000 a 15000 años.  
El índice de evaporación de los lagos es uno de los más elevados del mundo y, además, la región es una de las más áridas. Sin embargo, los lagos se mantienen con agua fresca gracias a que son esencialmente alimentados por el nivel freático fósil, creado cuando el clima no era desértico.
Son un total de 18 lagos, repartidos en tres grupos:
- Grupo Unianga Kébir: Lago Yoa, Lago Katam, Lago Oma (u Ouma), Lago Béver, Lago Midji y Lago Forodom. Las aguas de estos lagos son extremadamente salobres.
- Lago Motro, a unos 30 kilómetros al sudeste de Unianga Kébir.
- Grupo Unianga Sérir, a unos 45 a 60 kilómetros al sudeste de Unianga Kébir: Lago Melekui, Lago Dirke, Lago Ardjou, Lago Téli, Lago Obrom, Lago Élimé, Lago Hogo, Lago Djiara, Lago Ahoita, Lago Daléyala, y Lago Boukkou. Los lagos de este grupo se encuentra separados entre sí por dunas y casi la mitad de su superficie está cubierta por juncos flotantes, lo que atenúa la evaporación del agua.

Tienen una superficie total de 20 km² por lo que forman el conjunto lacustre más grande del Sahara. El Lago Yoa es el más grande de todo el conjunto y tiene una superficie de unas 358 hectáreas con una profundidad de 27 metros mientras que el Lago Téli es el más extenso de Unianga Sérir con 436 hectáreas pero solo 10 metros de profundidad. El nivel del agua en los lagos es variable entre 350 y 380 m s. n. m.
Algunos lagos, en el Ounianga Sérir, tienen agua dulce, como por ejemplo: Obrom; Idem; Aujou; Boul; Hogo; Djiara; Aolta; Daleyda; Boulkou, y otro en las inmrdiata vecinanza de los mismos, el lago Eliné, tiene el agua salada.

## Galería

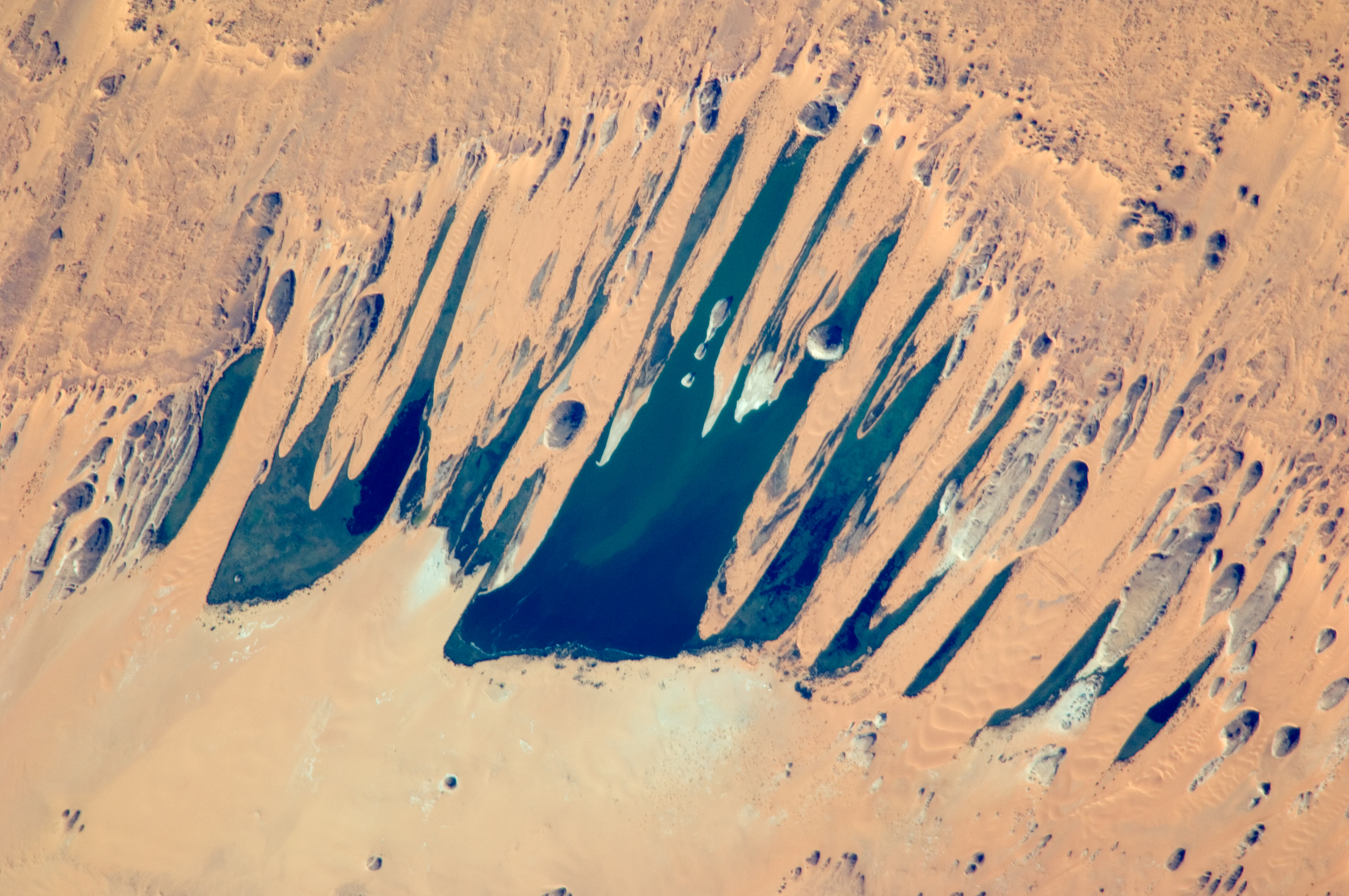
Vista satélite de los lagos de Unianga Sérir.
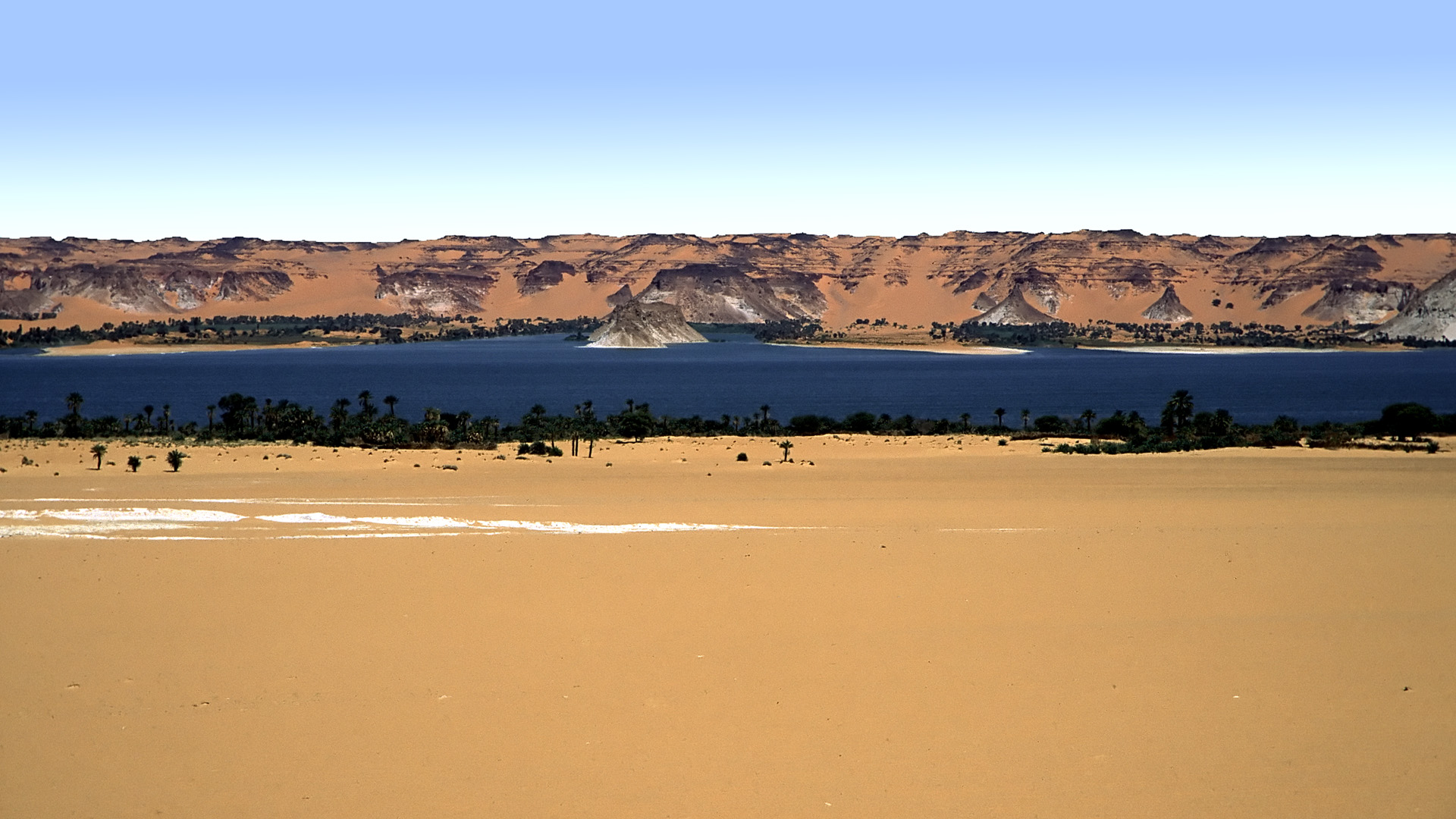
Panorama de Unianga Sérir.
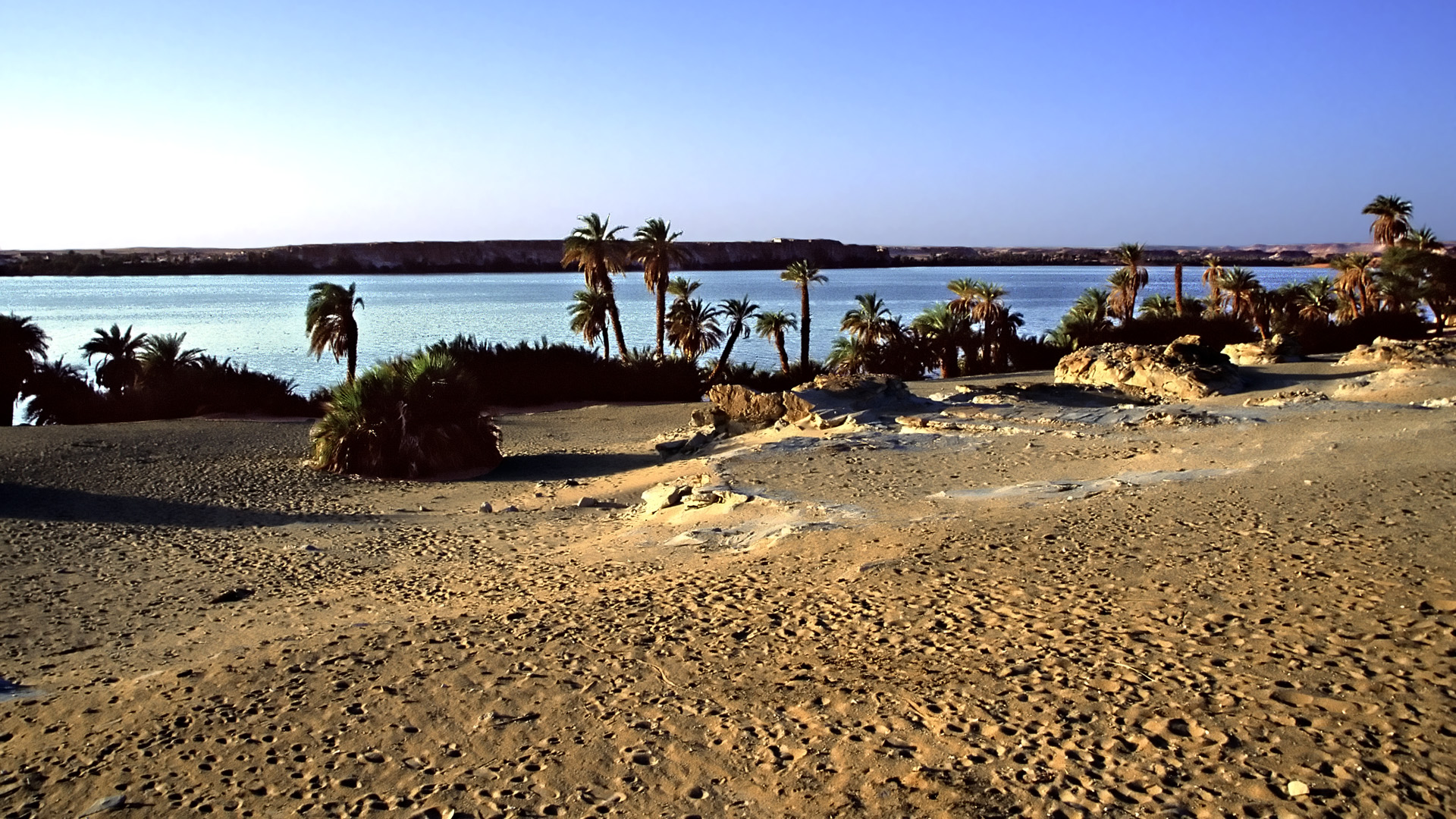
Lago Yoa.
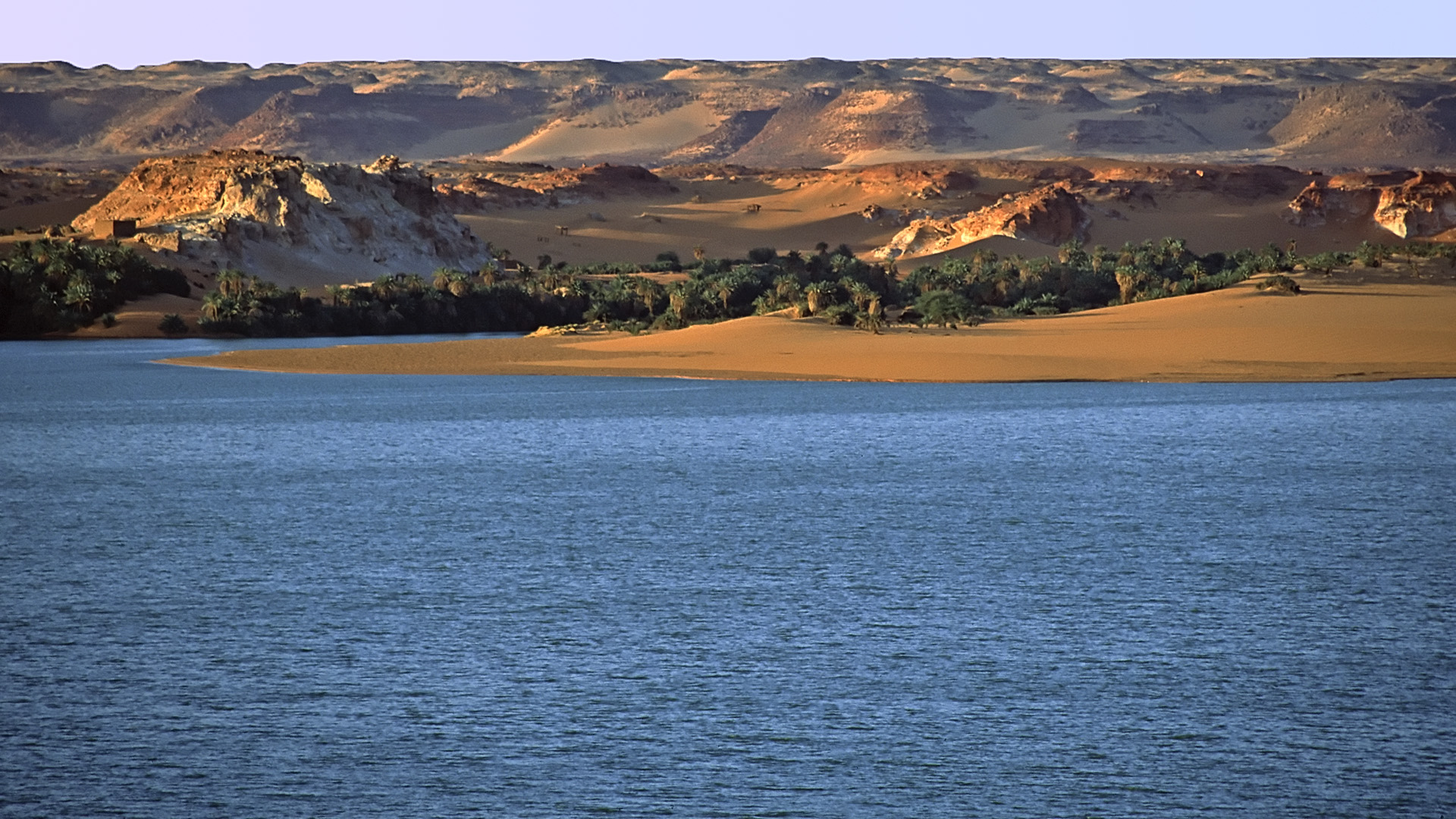
Lago Yoa.